# Argyreia kerrii
Argyreia kerrii är en vindeväxtart som beskrevs av William Grant Craib. Argyreia kerrii ingår i släktet Argyreia och familjen vindeväxter. Inga underarter finns listade i Catalogue of Life.